# Ivonne Schönherr
Ivonne Schönherr (n. 20 ianuarie 1981, Stollberg) este o actriță germană. A devenit cunoscută prin rolul jucat în filmul Autobahnraser.

## Date biografice
Ivonne Schönher a copilărit în Berlin. Deja la vârsta de 15 ani primește rolul principal în filmul serial Alarm für Cobra 11. Urmează să joace mai departe în diferite seriale. Când are 16 ani apare în rolul princiapal în filmul "Geliebte Schwestern" transmis pe postul Sat-1, aproape concomitent joacă în filmul Freundinnen und andere Monster. După acest film ea poate fi văzută în diferite seriale și filme cineamtografice ca: "Eine wie keine", sau Lena - Liebe meines Lebens. Ivonne Schönherr locuiește în Berlin, în octombrie 2008 poate fi văzută fotografia ei nudă într-o revistă playboy.

## Filmografie

### Televiziune
| - 1996, 2004: Alarm für Cobra 11 - 1997: Hallo Onkel Doc - 1997: Frauenarzt Dr. M. Merthin - 1997–1998: Geliebte Schwestern (Daily Soap) - 1998–1999: City Express - 1998: Freundinnen & andere Monster - 1999, 2000, 2001: Die Biester - 2000: Die Kommissarin - 2000: Wolffs Revier - 2000: Unter uns - 2000: SK Kölsch - 2000: Küstenwache - 2001: Herzschlag - 2001: Die Wache - 2001, 2002, 2004: Berlin, Berlin - 2002: Zwei Affären und eine Hochzeit - 2002: Wen küsst die Braut - 2002: Für alle Fälle Stefanie - 2002: Ein Fall für Zwei - 2003: Kompass der Liebe | - 2003: Bewegte Männer - 2003/2004: Unter weißen Segeln - 2004: Prinz und Paparazzi - 2004: Alles Robby - 2005: Liebe wartet in Trevennah - 2005: Die Krähen - 2006: War ich gut - 2006: Emma Svensson und die Liebe - 2006: Die Liebesflüsterin - 2007: Horror - 2007: Die Stein - 2008: Die Liebesflüsterin - 2008: Die Stein - 2008: H3 – Halloween Horror Hostel - 2009: Werner Eiskalt - 2009: Vorzimmer zur Hölle - 2009–2010: Eine wie keine (Daily Soap) - 2010: Das Traumhotel – Sri Lanka - 2010-2011: Lena - Liebe meines Lebens - 2011: Vorzimmer zur Hölle - Streng geheim |

### Cinema
- 1997: Freundinnen & andere Monster
- 2002: Boy Meets Girls
- 2002: Das Spiel
- 2002: Liebst Du mich
- 2004: Autobahnraser
- 2005: Emilia
- 2005: Weiße Ameisen (film de scurt metraj): Young Civis Prize 2005
- 2011: Die Superbullen

### Filme școlare
- 2002: Camcorder
- 2002: Morgen
- 2004: Nachtmärchen
- 2004: DNX

### Filme publicitare
- 1998–2000: Jacobs Kaffee
- 2004: T-mobile

### Clipuri muzicale
- 1998: She Knows You – DJ Tonka